# Sphaerodactylus ocoae
Sphaerodactylus ocoae este o specie de șopârle din genul Sphaerodactylus, familia Gekkonidae, descrisă de Ernest Justus Schwartz și Thomas 1977. Conform Catalogue of Life specia Sphaerodactylus ocoae nu are subspecii cunoscute.